# Les Portes de Saint-Cyr (tramway d'Île-de-France)
Pour les articles homonymes, voir Gare de la Porte et Gare de Saint-Cyr (homonymie).
Les Portes de Saint-Cyr est une gare ferroviaire française de la ligne de la grande ceinture de Paris, située à Versailles et à proximité de Saint-Cyr-l'École, dans le département des Yvelines, en région Île-de-France.
Elle est mise en service le 6 juillet 2022 par la Société nationale des chemins de fer français (SNCF).
C'est une halte voyageurs (dite station), qui est desservie par des tram-trains de la ligne 13 du tramway d'Île-de-France.

## Situation ferroviaire
Établie à environ 123 mètres d'altitude, la gare de « Les Portes de Saint-Cyr » est située sur la ligne de la grande ceinture de Paris (devenue, après adaptation, la ligne 13 du tramway d'Île-de-France sur ce tronçon), entre la gare de Saint-Cyr et la station Allée Royale.

## Histoire
Ouverte le 6 juillet 2022, cette station est située au nord de l'ancienne gare de Saint-Cyr-Grande-Ceinture, elle même à 500 m de la gare de Saint-Cyr.

## Service des voyageurs

### Accueil
Halte ou station SNCF, c'est un point d'arrêt non géré (PANG) à accès libre. Elle dispose de deux quais. Elle est équipée d'abris sur chacun des quais et d'automates pour l'achat et le compostage de titres de transport. C'est une station qui est accessible « en toute autonomie » par les personnes en fauteuil roulant, grâce à des rampes. La traversée des voies peut autant se faire à niveau qu'en dessous des voies. Un abri vélos est également disponible.

### Desserte
La station des Portes de Saint-Cyr est desservie par des tram-trains de la relation Saint-Cyr - Saint-Germain-en-Laye (ligne T13).

### Intermodalité
La station est également desservie par les lignes 6251, 6254 et 6288 du réseau de bus du Grand Versailles.